# Râul Dobra, Arieș
Râul Dobra este un afluent de stânga al râului Arieș. Se varsă în acesta pe teritoriul satului  Lunca Largă (Bistra). Are o lungime totală, de la izvor la vărsare, de 9 km.
Halta de cale ferată a Mocăniței din această localitate poartă numele de „Valea Dobrii”.

## Hărți
- Harta Munții Apuseni
- Harta Județul Alba